# 서울대학교 경영대학
서울대학교 경영대학
Seoul National University College of Business Administration / Business School
주소: 서울특별시 관악구 관악로1 서울대학교 경영대학(원)/경영전문대학원

## 개요
서울대학교의 경영대학.

서울대학교 관악캠퍼스의 58동, 59동, 59-1동, 동원관을 사용하고 있다. 2022년 기준 최근 여러 공사를 진행하며 시설이 쾌적해지고 좋아졌다.
58동에는 연구실, 강의실, 행정실, 상담실, 학생회실, 과방, 동아리방, 세미나실, 휴게실, 경영대학 도서관, 전산실 등이 있다. 3층과 4층에는 도서관과 별도로 공부할 수 있는 공간이 마련되어있다.
동원관에는 동아리방과 각종 식당, 느티나무가 있다. 59동과 59-1동은 연구실과 강의실이 있으며, 59-1동은 특히 경영대학 구성원들이 애용하는 카페가 있다.

## 연혁
서울대학교 상학과는 서울대학교 경영학과의 전신이 되는 학과로 서울대학교 설립 당시 개설되었으나 나중에 신설된 경영학과에 흡수되었다. 즉, 상학과가 경영학과로 이름만 바꾼 것이 아니라, 상학과와 별도로 경영학과가 설치된 다음, 경영학과로 두 학과가 통합되었다.
현재 서울대학교 경영대학은 학부과정과 일반대학원 과정을 운용하고 있는 한편, 미국식 MBA를 모델로 경영전문대학원(Full Time, Executive 과정) 역시 병행하여 설치, 운영 중이다. 아울러, 경영자과정(최고경영자, 고급금융, 공기업고급경영자, CFO전략, 최고감사인 과정) 또한 개설되어 있다.

## 교과과정
전공교과목 이수 표준형태

서울대학교 역시 재무금융 전공이 경영대학 경영학과에 설치되어 있고, 따라서 금융을 배우기 위해 서울대학교에 진학한다면 경영학과가 가장 적합하다. 금융공학, 금융수학, 거시금융 등 일부 수업은 다른 전공에서도 다루는 경우가 있으나, 경영학과가 재무금융을 세부전공으로 두고 Finance 학위를 전담하는 만큼 교과과정과 교수진의 다양성과 수준이 압도적이다.

재무금융과 시너지가 좋은 회계학 역시 경영학과에 설치되어 있다. 재무회계, 관리회계, 세무회계, 회계감사 및 제도 등 다양한 과정이 개설되어 있다.

이 외에도 전략, 인사조직, 마케팅, 생산서비스운영, 경영정보 전공이 있다.

## 학과 생활
학생 당 교수 숫자가 상당히 큰 축에 속하여(강사까지 포함하면 더욱 커진다) 한 과목이 여러 개의 강의로 동시에 열리는 경우가 많다. 이에 더해, 경영학 주전공생이 전공필수 과목 수강신청 우선권을 가지고 있기 때문에 경영대학 주전공생은 보다 넓은 선택권을 활용할 수 있다.

경영대학은 서울대학교에서 유일하게 단과대학 차원에서 교환학생 프로그램을 운영하고 있다. 이에 더해 홍콩, 싱가폴, 베트남 등을 방문하는 여러 국외교류 프로그램 및 동아리를 자체적으로 운영하고 있다.

아래에서 확인할 수 있듯, 졸업생들이 재계, 법조계, 정관계, 학계 등 각종 분야에서 활약하고 있으며 경영대학에 큰 도움을 주고 있다.

장학금 지원이 아주 잘 되어 있으며, 시설 또한 졸업생의 기부 덕에 상당히 쾌적한 편이다. 신축된 건물(59-1동) 덕에 교직원과 학생이 활용 가능한 공간이 훨씬 늘어났다.

이에 더하여 경영대학 학생회에서 주최하는 강연과 행사에 회계법인 / 금융투자업(투자은행, 사모펀드, 벤처캐피탈, 증권사, 자산운용사 등) / 컨설팅 / 법조계 / 대기업 / 스타트업 / 국회, 행정부 / 공기업 및 공공기관 / 학계에서 일하고 있는 졸업생이 연사로 방문하고 있다. 대표, 임원, 장차관부터 중간관리자, 저년차 졸업생까지 각계각층에서 연사로 참여해오고 있고 그만큼 다양한 정보를 얻을 수 있다.

기업과 경력개발, 기업경영특강과 같은 강연 형태 강의까지 포함하면 경영대학에서 열리는 행사 및 강연의 수는 훨씬 늘어난다.

그뿐 아니라, 현재는 코로나 19로 인해 운영되지 않으나, 평시에는 일정한 주기로 유수 기업의 인사팀이나 소속 졸업생들이 경영대학 로비에 있는 부스에 방문하여 학부생을 대상으로 홍보와 상담 등을 진행해왔다.

이 외에도 홍보대사 등을 통해 경영대학 차원에서 각종 행사 및 인터뷰를 꾸준히 진행해오고 있으며 경영대학 자체 소식지와 경영대학 뉴스룸 웹사이트, 그리고 경영대학 인스타그램 및 유튜브에서 이를 확인할 수 있다.

새내기 때부터 꾸준히 이런 행사와 강연을 통해 각 분야에서 다양한 연차로 활동하고 있는 선배들과 교류할 수 있다.

경영대학 전산실과 도서관에서는 각종 유료 DB에 접근하여 수준 높은 데이터를 확보할 수 있으며, 여러 저널과 신문들도 학교에서 제공하고 있다.

### 학회
경영대학에는 FCRC, SMIC, MCSA, IFS, FIXERS, Growth Hackers, N-CEO, ENACTUS, ENS, 티움, BEVLS 등 경영학회들이 운용되고 있다. 경영대학이 재무/금융, 회계, 전략, 생산서비스운영, 마케팅, 경영정보, 인사조직을 세부전공으로 가진 만큼 각 학회도 실용적이고 실무적인 커리큘럼을 가지고 있으며 매우 빡빡한 스케줄로 운영된다. 특히 재무금융과 전략 관련 학회(FCRC, SMIC, MCSA, IFS, FIXERS)의 인지도가 학내뿐 아니라 금융투자 및 컨설팅 업계에서도 아주 크며, 경쟁률 또한 매우 높은 것으로 알려져있다. (이 중에서도 맨 앞의 세 학회는 언론에 실릴 정도로 학내와 업계에서 명성이 높다. )

### 과/반
서울대학교에서는 비교적 정원이 많은 만큼 신입생은 4개의 과/반에 소속된다. 각 반 배정은 신입생 성명의 가나다순이었지만 14학번부터 임의 배정되며, 과/반별 이름은 각각 패기반, 길벗반, 한빛반, 백두반이다. 과반마다 고유의 슬로건과 로고를 가지고 있다.
각 반 산하에 반 학회(패기반은 상상력, ETX, 길벗반은 GBA, 한빛반은 등불, 백두반은 활화산)가 설치되어 있으며, 매년 경영대학 학생회 주관으로 반 학회들이 참여하는 학회제가 열린다. 이들은 위의 단과대 소속 정규 학회와는 구분되는 반 내의 친목 학회이다.
여담으로 90년대에는 여성의 비중이 너무 적어서 여자가 한명도 없는 반이 있을 정도였다고 한다. 현재는 남녀 비중이 거의 같다.

## 출신 인물

### 재계/산업계
```
* 구지은 - 
아워홈
 대표이사
* 권영수 - 
LG에너지솔루션
 대표이사
* 김광수 - 
농협금융지주
 회장
* 김광일 - 
MBK파트너스
 대표
* 김근중 - 
INJ자산운용
 대표이사
* 김수민 - 
유니슨캐피탈
 대표이사
* 김신  -  
SK증권
 대표이사
* 김양선 - 
인터파크씨어터
 대표이사
* 김영규 - 
코리아펀딩
 대표이사
* 김용범 - 
메리츠화재
 대표이사
* 김영호 - 
IMM프라이빗에쿼티
 대표이사
* 김이동 - 
삼정회계법인
 부대표
* 
김정태
 - 전 
국민은행장

* 
김종흔
 - 
데브시스터즈
 대표이사
* 나영호 - 
롯데온
 대표이사
* 류혁선 - 전 
미래에셋
 글로벌 부문 대표
* 류경표 - 
한진
 대표이사
* 
박경일
 - 
SK에코플랜트
 대표이사
* 
박번
 - 
삼성선물
 대표이사
* 
박용만
 - 전 
두산그룹
 회장
* 
박정림
 - 
KB증권
 대표
* 
배화주
 - 
삼일회계법인
 대표이사
* 
서상훈
 - 
어니스트펀드
 대표이사
* 
손호승
 - 
삼정회계법인
 부대표
* 
송규종
 - 
삼성물산
 부사장
* 
송미선
 - 
하나투어
 대표이사
* 
송인준
 - 
IMM프라이빗에쿼티
 대표이사
* 
신상철
 - 
GS건설
 부사장
* 
유재영
 - 
GS칼텍스
 부사장
* 
윤경림
 - 
KT그룹
 사장
* 
윤훈수
 - 
삼일회계법인
 대표이사
* 
이석채
 - 전 
KT
 회장, 
정보통신부
 장관
* 
이성수
 - 
한화그룹
 부사장
* 
이만열
 - 
미래에셋
 사장
* 임재택 - 
한양증권
 대표이사
* 
장호진
 - 
현대백화점
 대표이사
* 
정경수
 - 
DB손해보험
 자산운용본부 사장
* 
정영채
 - 
NH투자증권
 대표이사
* 
정인환
 - 
DB월드
 대표이사
* 
정회
  -  
경남에너지
 대표
* 
조민식
 - 
베스핀글로벌
 대표
* 
지성배
 - 
IMM인베스트먼트
 대표이사
* 
차정호
 - 
신세계
 대표이사
* 
최석윤
 - 
메리츠화재
 사장, 전 
골드만삭스
 한국 대표
* 
최은석
 - 
CJ제일제당
 대표이사
* 
추호석
 - 전 
대우중공업
 사장
* 
허홍
 - 
키움 히어로즈
 대표이사
* 
홍우선
 - 
코스콤
 대표이사
* 
홍원준
 - 
엔씨소프트
 부사장(CFO)
* 
황성엽
 - 
신영증권
 대표이사
```

### 정/관계
```
* 
강민수
 - 
대전지방국세청장

* 
구영보
 - 전 
정보통신부
 우정사업본부장
* 
김대지
 - 
국세청장

* 
김명운
 - 
감사원
 제1사무차장
* 
김명중
 - 
강원도 경제부지사

* 
김문수
 - 전 
경기도지사

* 
김병관
 - 전 
국회의원

* 
김상곤
 - 전 
교육부총리

* 
김석동
 - 전 
금융위원회
 위원장
* 
김태겸
 - 전 
강원도 행정부지사

* 
김태현
 - 
예금보험공사
 사장, 
금융위원회
 사무처장
* 
김현준
 - 
토지주택공사
 사장
* 
문성현
 - 
경제사회노동위원회
 위원장
* 
박경배
 - 전 
충청북도 행정부지사

* 
박진원
 - 
국세청
 감사관
* 
박태의
 - 
조세심판원
 행정실장
* 
변필건
 - 
서울중앙지방검찰청
 형사1부장
* 
송바우
 - 
국세청
 징세법무국장
* 
신진창
 - 
금융위원회
 구조개선정책관
* 
신희동
 - 
산업통상자원부
 대변인
* 
신희철
 - 
서울지방국세청
 조사1국장
* 
안도걸
 - 
기획재정부
 제2차관
* 
여한구
 - 
통상교섭본부
 본부장
* 
염호열
 - 
감사원
 상임감사위원
* 
오호선
 - 
국세청
 국제조세관리관
* 
우범기
 - 전 
전라남도 경제부지사

* 
윤석헌
 - 전 
금융감독원장

* 
윤태식
 - 
국세청
 국제경제관리관
* 
이경열
 - 
중부지방국세청
 조사1국장
* 
이동수
 - 
의정부지방검찰청
 차장검사
* 
이수인
 - 전 
국회의원

* 
이영탁
 - 전 
국무조정실장

* 
이용재
 - 
국가균형발전위원회
 기획단장
* 
임기근
 - 
기획재정부
 정책조정국장
* 
임상우
 - 
외교부
 북미국장
* 임성빈 - 
서울지방국세청장

* 
임태희
 - 전 
대통령실장

* 
전광춘
 - 
감사원
 제2사무차장
* 
정승일
 - 
한국전력
 사장
* 
정은보
 - 
금융감독원장

* 
조성욱
 - 
공정거래위원회 위원장

* 
조정목
 - 전 
대구지방국세청
 청장
* 
최성호
 - 
감사원
 사무총장
* 
최운열
 - 전 
국회의원
, 전 
금융통화위원회
 위원
* 
한훈
 - 
기획재정부
 차관보
* 
허경욱
 - 전 주
OECD
대사, 전 
재정경제부
 제1차관
* 
현오석
 - 전 경제부총리
* 
형진휘
 - 
수원지방검찰청
 안양지청장
* 
홍재형
 - 전 경제부총리
```

### 기타
```
* 
김형준
 - 변호사
* 
김범수
 - 아나운서
* 
신동욱
 - 기자
* 
이혜성
 - 프리랜서 방송인
* 
김의성
 - 배우
* 
이시원
 - 배우
* 
임현서
(
이면서다
) -  변호사
* 
조동성
 - 
경인방송
 회장, 전 
인천대학교
 총장
* 
홍성태
 - 
상명대학교
 총장
```

1. ↑  17학번부터 통합되었다고 한다